# Museo Larco
Il Museo Larco (nome ufficiale Museo Arqueológico Rafael Larco Herrera) è un museo privato di arte precolombiana situato nel distretto di Pueblo Libre a Lima, in Perù. Il museo è ospitato all'interno di un edificio di epoca coloniale costruito sopra una piramide risalente al VII secolo ed è noto per la più vasta collezione di ceramiche a carattere erotico del mondo.

## Storia
Rafael Larco Hoyle inizia il processo di formazione delle collezioni del Museo Arqueológico Rafael Larco Herrera a partire da un pezzo che gli venne regalato dal padre nel 1923. Larco Hoyle amplia la propria collezione con l'acquisto di quella di Alfredo Hoyle, poi con la collezione Mejía e, a seguire, con collezioni private provenienti dalle valli di Chicama, Moche, Virú e Santa. Il museo, intitolato al padre di Larco Hoyle, viene fondato nel 1926. La collezione del museo cresce con l'acquisizione della collezione Carranza (all'incirca 3000 pezzi), nel 1933 con la collezione Roa (8000 pezzi circa, tra cui vasellame, ceramiche e oggetti di metallo) e in seguito con ulteriori collezioni provenienti da diverse parti del paese.
Negli anni cinquanta, Rafael Larco decide di trasferirsi a Lima e sposta nella capitale anche il suo museo. L'edificio che ospita il museo apparteneva alla famiglia Luna Cartland, potente famiglia del XVIII secolo.

## Collezione permanente
Il museo ha diverse esposizioni permanenti di manufatti delle culture dell'antico Perù come Mochica, Civiltà Chimú, Chincha, Chavín, Huari e Inca. La Galería de Oro y Joyas espone la più vasta collezione di manufatti d'oro e d'argento del Perù precolombiano. Comprende una serie di corone, orecchini, ornamenti nasali, braccialetti, maschere e vasi finemente lavorati e decorati da pietre semipreziose. La Galería de Arte Erótico, per la quale il Museo Larco è particolarmente noto, è caratterizzata da ceramiche che rappresentano dettagliatamente scene di atti sessuali. Alcune di esse sono la rappresentazione di episodi mitici mentre altre hanno una connotazione rituale. Le rappresentazioni sessuali sono in relazione con altri temi della vita quotidiana come la produzione agricola, le pratiche funerarie o le cerimonie sacrificali. 
La Galería de las Culturas copre tre sale ed ospita oggetti di ceramica e pietra delle culture dell'antico Perù, disposti in sequenza cronologica regionale (costa nord, costa centrale, costa sud e sierra) per un arco temporale di oltre cinquemila anni di storia precolombiana.

## Galleria d'immagini

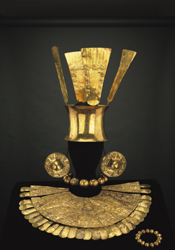
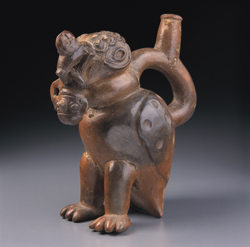
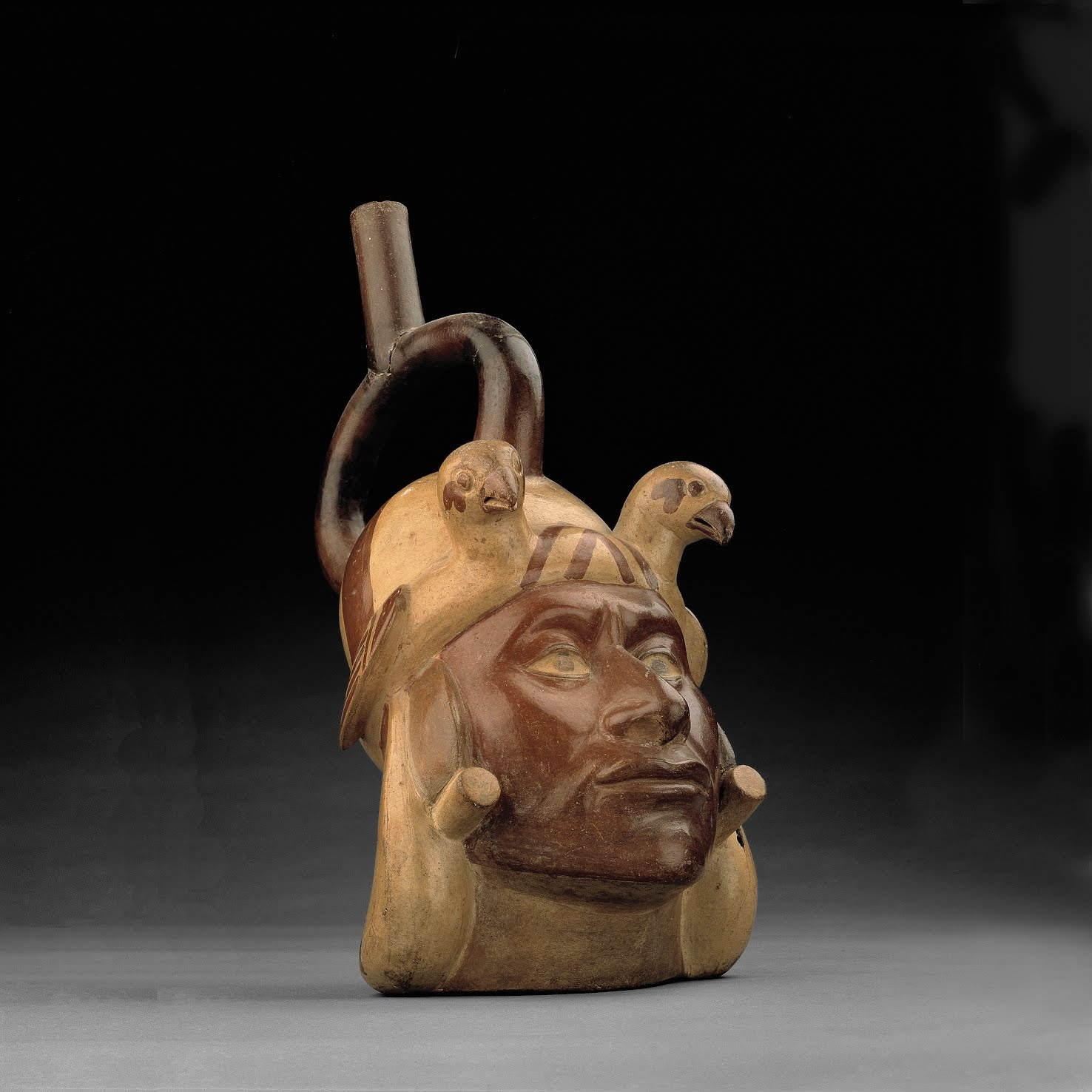
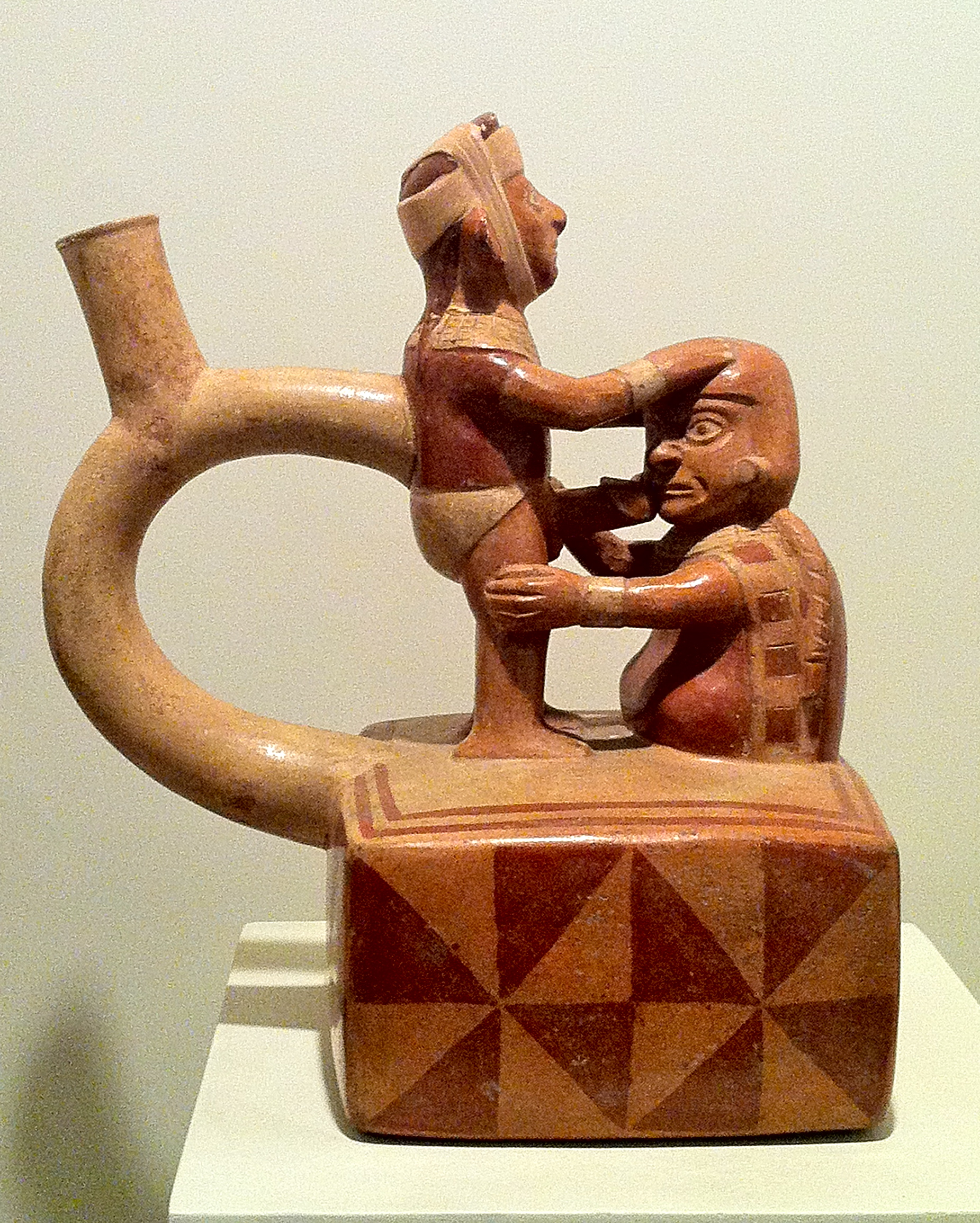
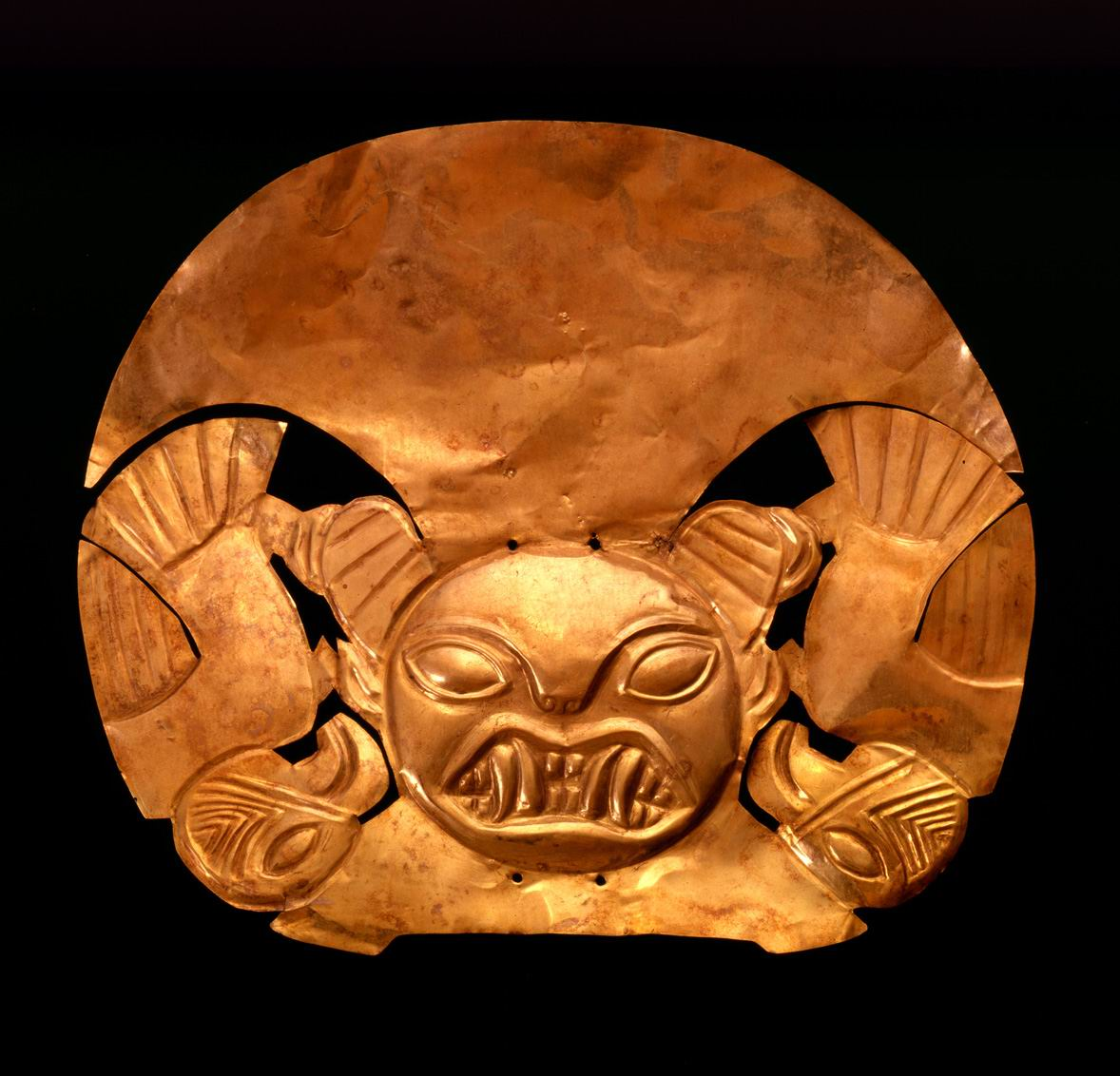
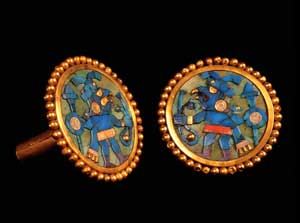
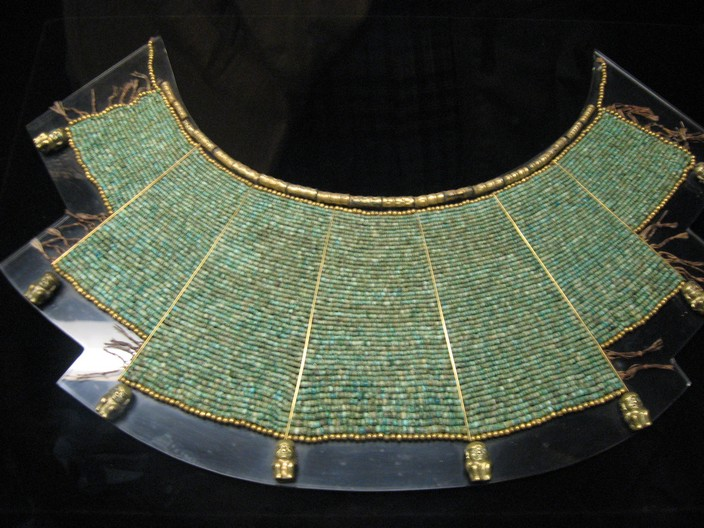
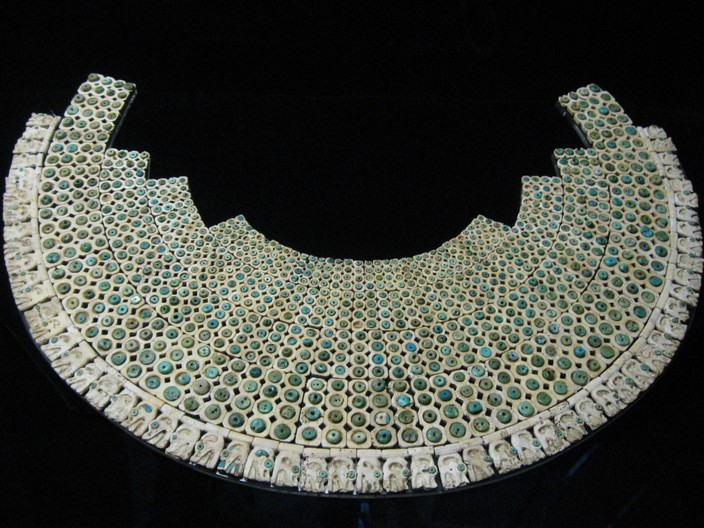
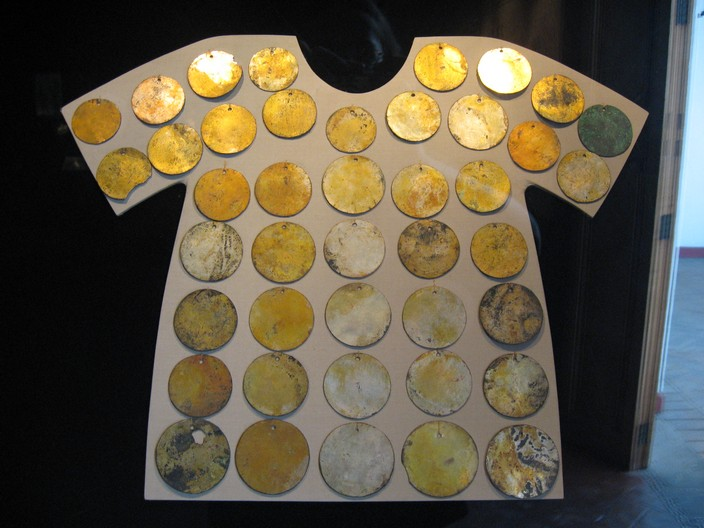
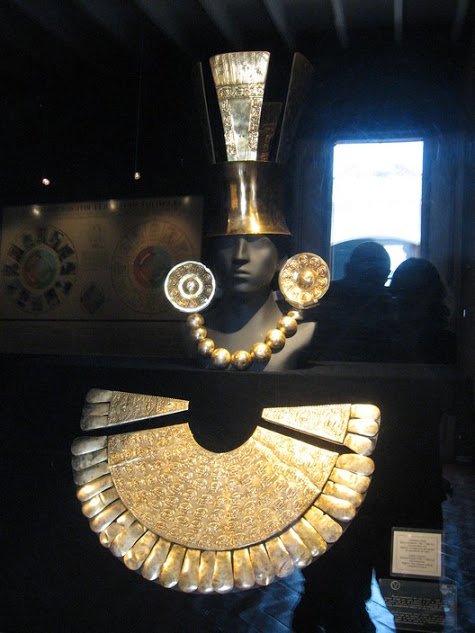
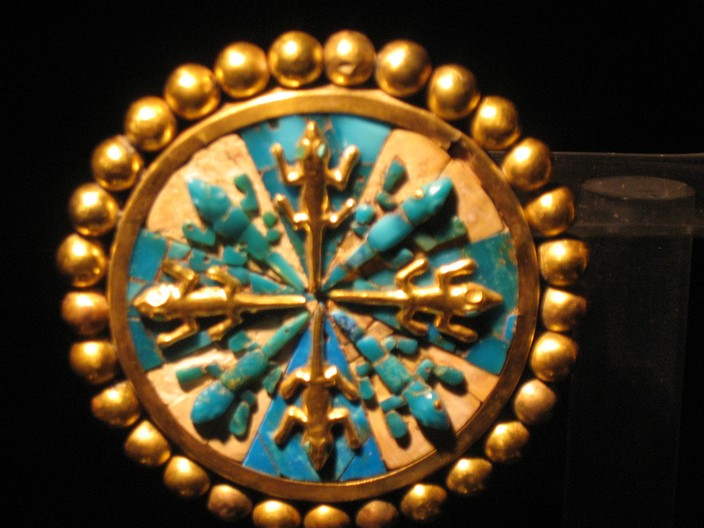
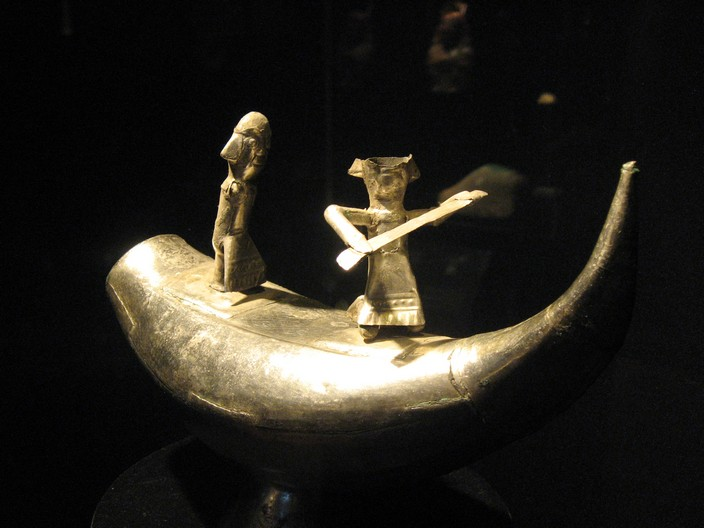
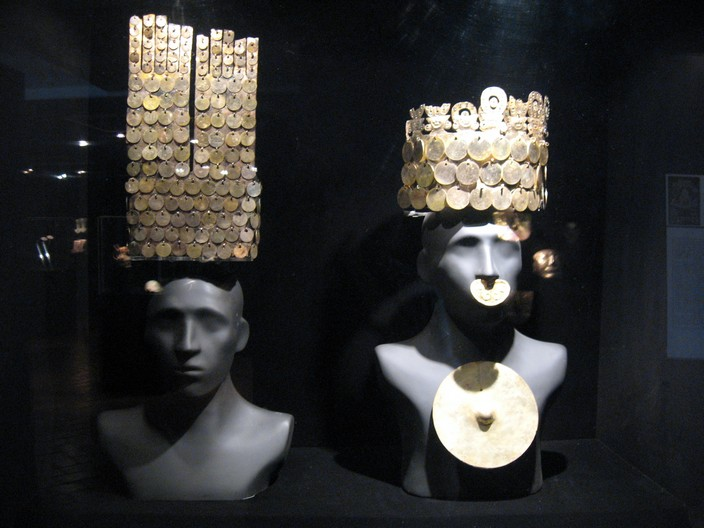
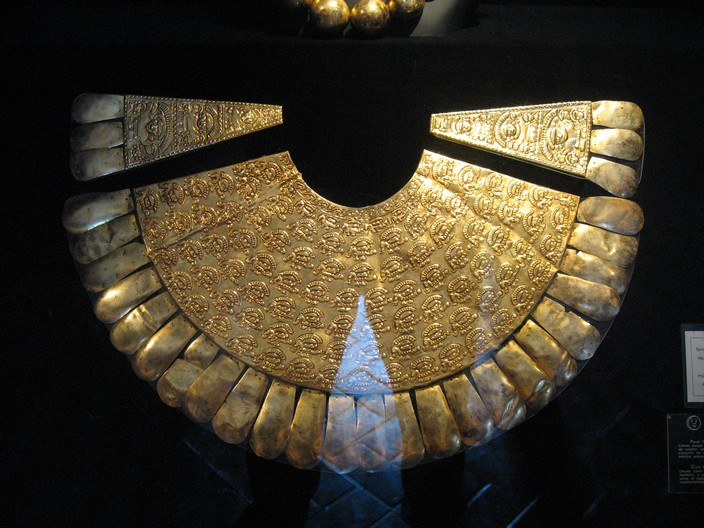
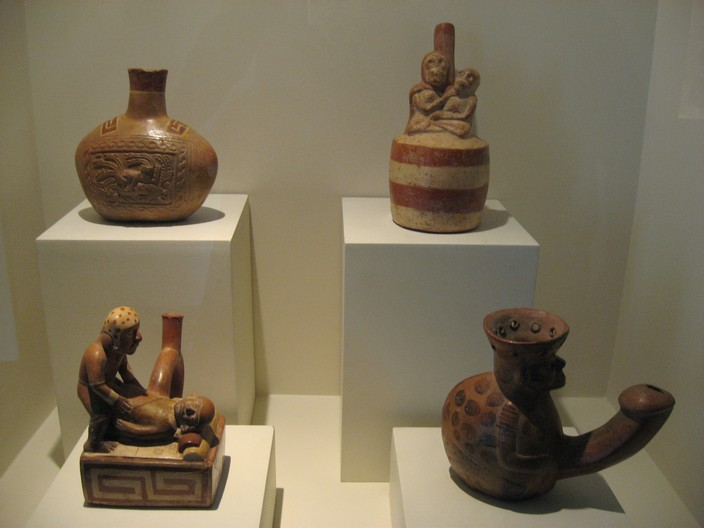
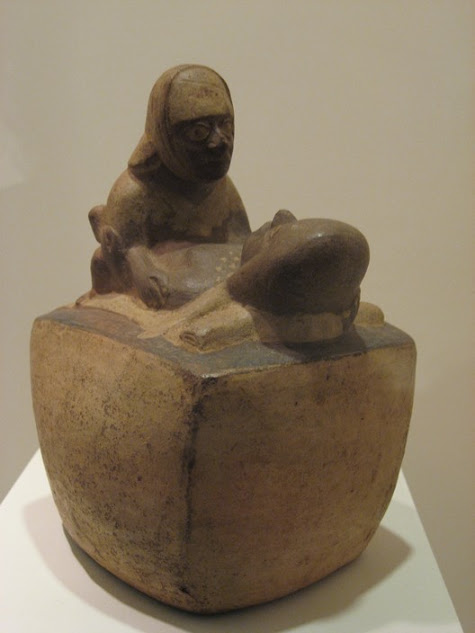
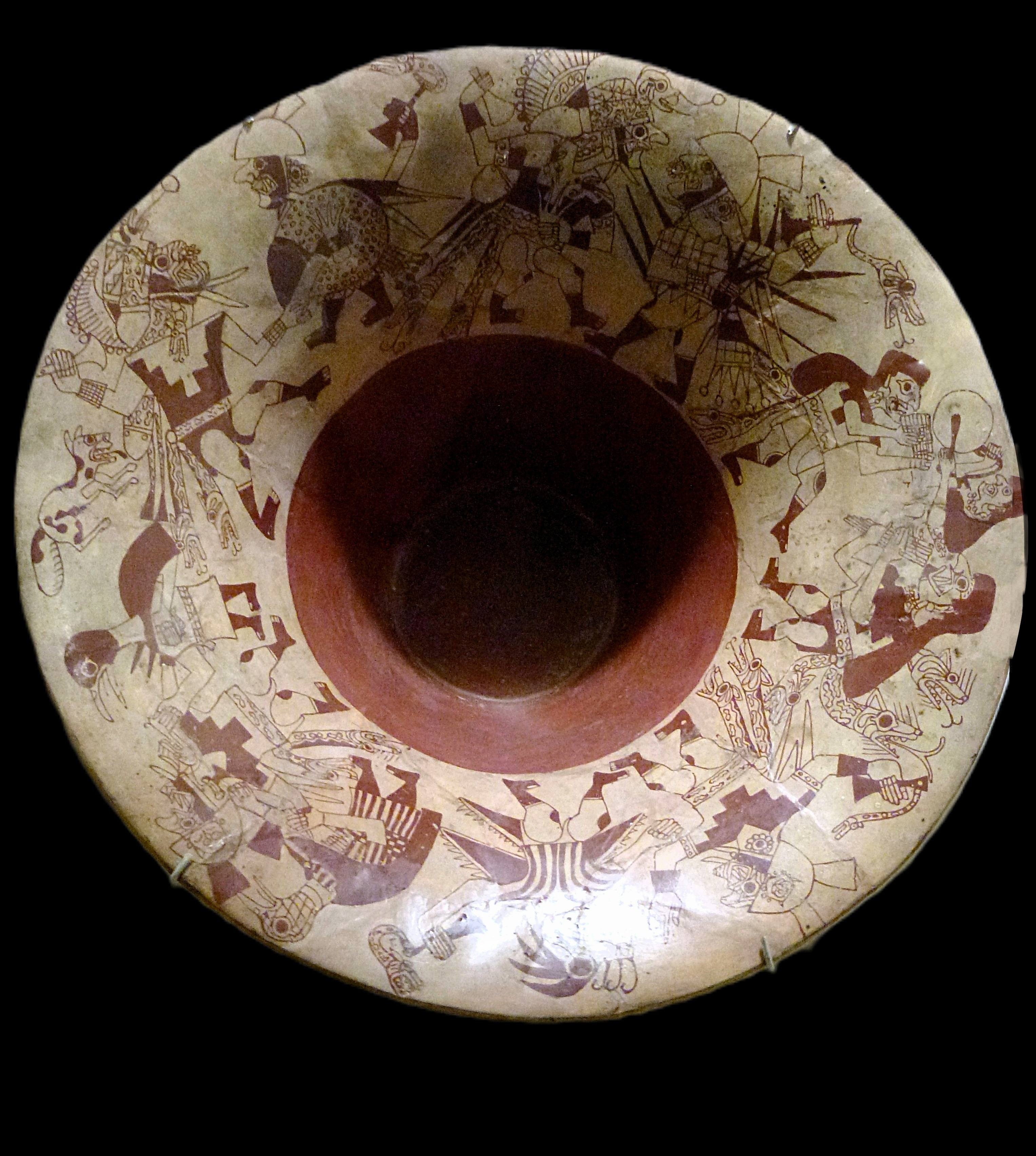